# Ahmet Özhan
Ahmet Özhan (Şanlıurfa, 26 de agosto de 1941) é um músico clássico e ator turco.